# Scrobipalpa brandbergensis
Scrobipalpa brandbergensis is een vlinder uit de familie tastermotten (Gelechiidae). De wetenschappelijke naam van deze soort is voor het eerst geldig gepubliceerd in 2011 door Bidzilya & Mey.
De soort komt voor in tropisch Afrika.